# Band of Angels
Band of Angels (conocida en español como La esclava libre en España y Mi pecado fue nacer en Hispanoamérica) es una película dramática estadounidense de 1957 ambientada en el sur de Estados Unidos antes y durante la Guerra de Secesión, basada en la novela de 1955 del mismo título de Robert Penn Warren. Fue protagonizada por Clark Gable, Yvonne De Carlo y Sidney Poitier. La película fue dirigida por Raoul Walsh.

## Argumento
Amantha Starr es una bella y rica joven que vive con su padre en una lujosa plantación sureña. Pero, cuando éste muere, es revelado que era hija de una sirvienta negra, por lo que es despojada de sus tierras y convertida en esclava. Trasladada a Nueva Orleans para ser vendida, un apuesto caballero, Hamish Bond, la compra en una subasta de esclavos.

## Reparto

### Principal
- Clark Gable como Hamish Bond.
- Yvonne De Carlo como Amantha Starr.
- Sidney Poitier como Rau-Ru Ponce de León.
- Efrem Zimbalist Jr. como el teniente Ethan Sears, quien se enamora de Amantha creyendo que es blanca.
- Rex Reason como el capitán Seth Parton, un viejo amigo de su pasado.
- Patric Knowles como Charles de Marigny, propietario de una plantación vecina.
- Torin Thatcher como el capitán Canavan, el amigo marinero de Bond del pasado.
- Andrea King como Miss Idell.
- Ray Teal como el Sr. Calloway.

### Secundario
- Russell Evans como Jimmee, el mayordomo de Bond.
- Carolle Drake como Michele.
- Raymond Bailey como el Sr. Stuart, propietario de una plantación.
- Tommie Moore como Dollie, la sirvienta de la casa de Bond.

### Sin acreditar
- X Brands como oficial.
- Ann Doran como la Sra. Morton.
- Carl Harbaugh como marinero.
- Juanita Moore como Budge.
- Bob Steele como soldado de la Unión.

## Novela original
La novela homónima de Robert Penn Warren se publicó en 1955. Se había inspirado para escribirlo en un acontecimiento histórico que encontró mientras investigaba para su novela Todos los hombres del rey. Fue su primera novela en cinco años. The New York Times lo llamó «una combinación dramática y legible de melodrama extravagante y reflexión reflexiva sobre cuestiones morales y factores psicológicos». El libro se convirtió en un éxito de ventas.

## Producción

### Desarrollo
En septiembre de 1955, Warren vendió los derechos cinematográficos a Warner por 200 000 dólares (~$2274783 actualmente). Frank Rosenberg fue asignado para producir y Susan Hayward estuvo a punto de protagonizar. En agosto de 1956, Warner incluyó la película en su calendario de producción para el año siguiente. Ese mes Frank Rosenberg dejó el estudio y Raoul Walsh aceptó dirigir la película bajo un nuevo contrato que había firmado con Warner.
En noviembre de 1956, Clark Gable firmó para desempeñar el papel principal. Se había hablado de Ava Gardner para el papel protagonista femenino, pero en diciembre se contrató a Yvonne De Carlo, basándose en sus recientes actuaciones en Los diez mandamientos y Death of a Scoundrel.

### Rodaje
El rodaje en locación comenzó en enero de 1957 en Baton Rouge, Luisiana. Sidney Poitier se unió a la película en febrero.

## Respuesta crítica
La película recibió críticas en gran medida negativas, muchas de ellas comparándolas desfavorablemente con la película anterior de Gable, Lo que el viento se llevó. Bosley Crowther escribió en The New York Times que «todo lo que obtenemos es un melodrama extravagante en grandes y jugosas manchas de color de Warner, sin ningún reflejo reflexivo en ningún punto de la vasta y romántica escena». Robyn Karney le dio a la película una reseña de dos estrellas en Radio Times, insistiendo en que «esta absoluta tontería lleva la credibilidad al límite y tiene poco que recomendarla». Emanuel Levy escribió en 2011, «este entretenido melodrama, dirigido por Raoul Walsh, tiene cierto parecido temático con 'Lo que el viento se llevó', al abordar cuestiones de raza y mestizaje, en el contexto de la Guerra de Secesión».